# Deutsches Schallplattenmuseum

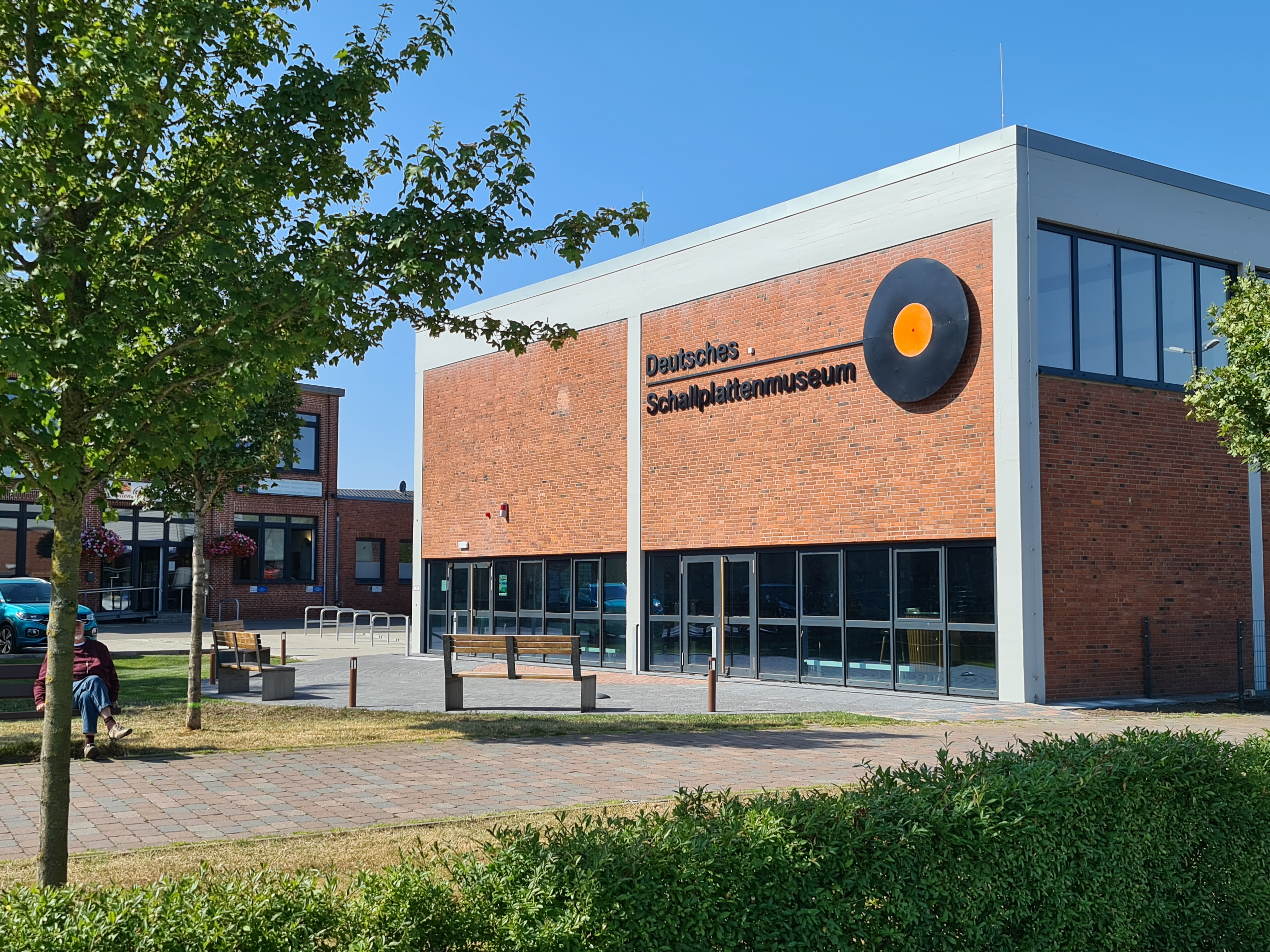
Das Deutsche Schallplattenmuseum

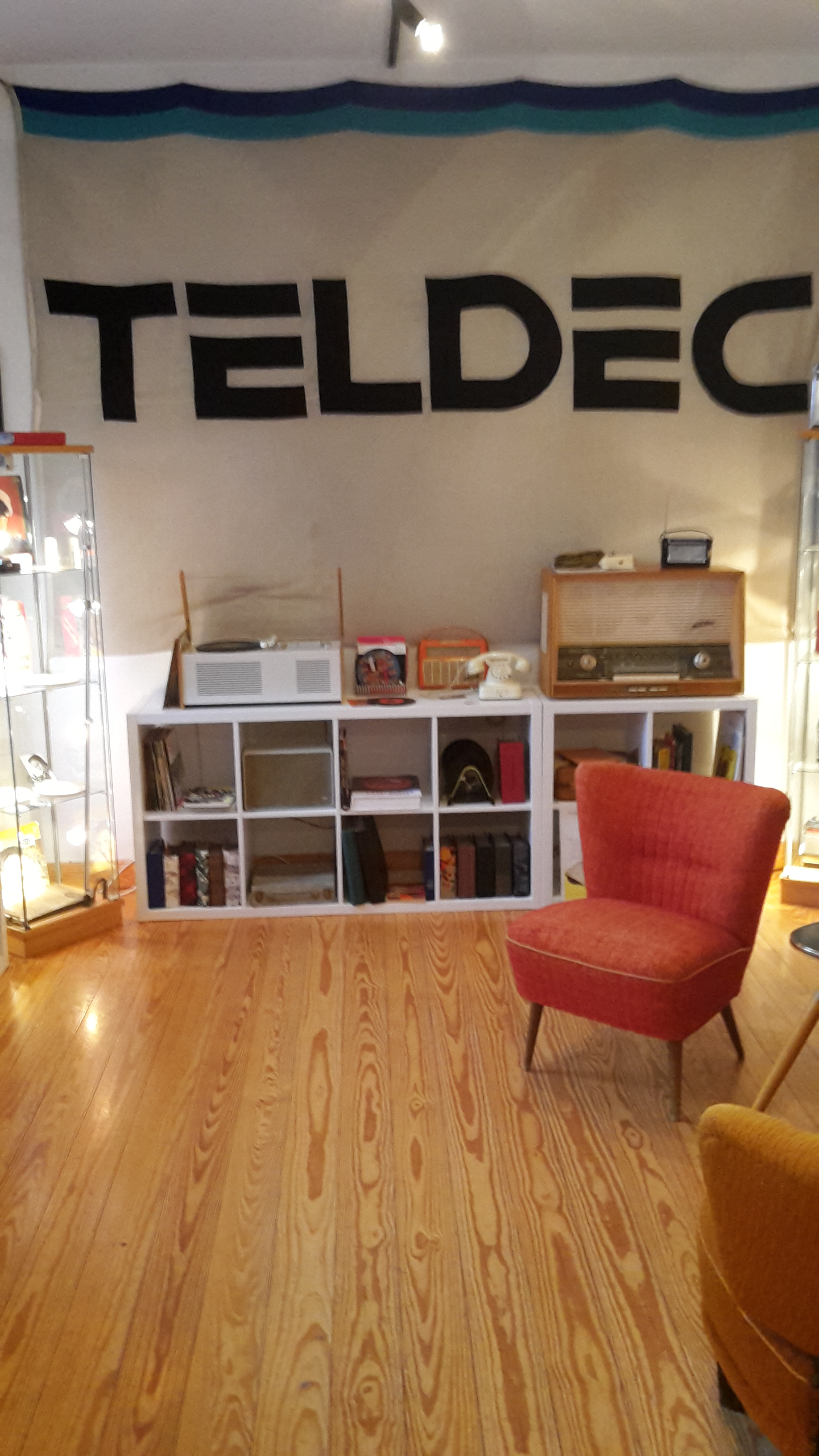
Ausstellungsraum im Museum

Das Deutsche Schallplattenmuseum ist ein Museum in Nortorf im Kesselhaus der ehemaligen Schallplattenfabrik von Teldec. Als langjähriger Produktionsstandort des Labels Teldec gilt Nortorf auch heute noch über Schleswig-Holstein hinaus als Stadt der Schallplatte.

## Geschichte des Museums
Das Museum war zwischen Sommer 2002 und Herbst 2021 in Nortorf in einem Einfamilienhaus am Jungfernstieg ansässig. Es zeigte dort eine Sammlung über die Entstehungsgeschichte der Schallplatte und zur Geschichte der Schallplattenherstellung sowie die Einrichtung einer ehemaligen Apotheke. Im Herbst 2022 bezog es die neuen Räume in der Niedernstraße und vergrößerte seine Ausstellungsfläche von 80 m² auf  ca. 800 m². Das neue, am 1. Oktober 2022 eröffnete Museum wird durch einen Förderverein betrieben und beherbergt nun auch das komplette Schallplattenarchiv mit 30.000 Schallplatten des NDR in Kiel und Hamburg.

## Schallplattenproduktion in Nortorf
1877 gelang es dem Amerikaner Thomas Alva Edison, erstmals Töne mithilfe eines Phonographen aufzunehmen und wieder abzuspielen. Der gebürtige Hannoveraner Emil Berliner entwickelte daraus das Grammophon und anschließend die Schallplatte. 1948 begann in Nortorf in einer umgebauten Lederfabrik die Produktion von Schallplatten auf einer umgerüsteten Lederpresse, nachdem die Telefunken Schallplatten GmbH aus Berlin nach Nortorf umgezogen war. Im ersten Jahr produzierte man 24.278 Schallplatten. 1949 wurden sieben mechanische Kniehebelpressen installiert und die Jahresproduktion auf 400.000 Schallplatten gesteigert. Im Juni 1950 wurde die 1.000.000ste Platte in Nortorf produziert und die TELDEC Schallplatten-Gesellschaft GmbH in Hamburg gegründet. Der Name Teldec setzt sich aus den Anfangsbuchstaben der Gründungsfirmen Telefunken und der Decca Records Co. Ltd zusammen. Ab 1951 wurde die für die Pressung notwendige Schellackmasse in der Nortorfer Schellack-Massefabrik produziert, die 1952 auch das erste so genannte Langspiel-Granulat herstellte. Durch den Erwerb der Lederfabrik Ewald Köster wurde das Betriebsgelände 1952 erweitert. Die letzte Pressung einer Schellackplatte erfolgte 1959. Bis 1987 verließen insgesamt 850.000.000 Schellack- und Vinylschallplatten die Teldec-Plattenfabrik. In der Fabrik waren 1.000 Beschäftigte tätig.

## Sammlungen
Die Ausstellung zeigte Teile von Schallplattenpressen, Filme zur Schallplatten- und Musikkassettenherstellung sowie einige tausend Tonträger von der Schellackplatte
bis zur CD, aber auch Abstecher zu Tefifon, Tonband und Musikkassette. Weiterhin befanden sich im Obergeschoss des Museumgebäudes eine alte Apotheke von etwa 1910 sowie zahlreiche andere Exponate zur Nortorfer Stadtgeschichte. Als besondere Exponate gelten die Musikbox aus der legendären Hamburger Kiez-Kneipe Zum Silbersack sowie eine Goldene Elvis Schallplatte aus dem Jahre 1958 mit einem Gravierfehler: Presly statt Presley.

Nach der Entscheidung zum Umbau als Deutsches Schallplattenmuseum überließen der NDR Kiel und der NDR Hamburg ihre Schallplattenarchive dem Museum.

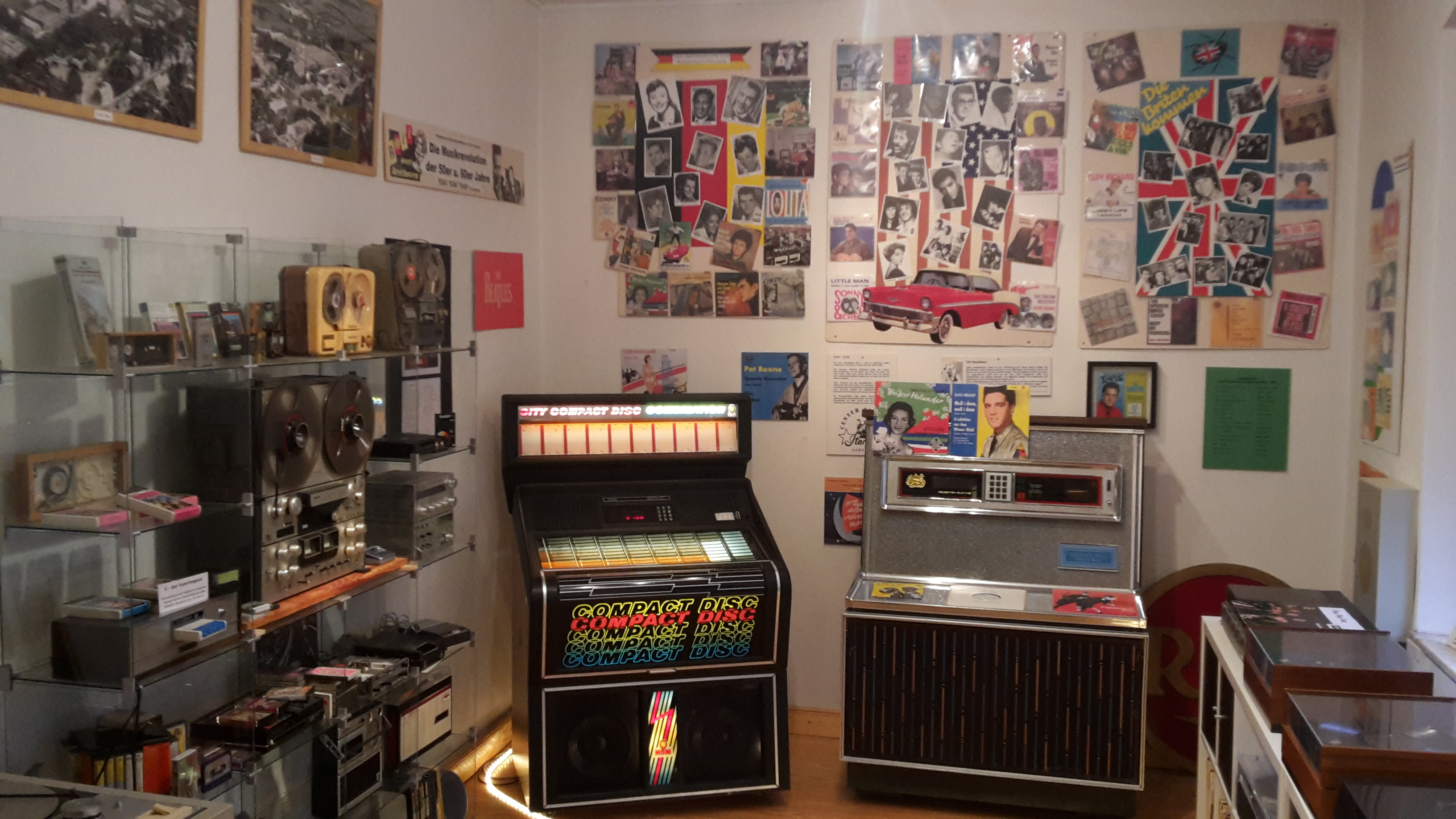
Ausstellungsraum mit Musikboxen
Blick in die Ausstellung mit Schallplattenarchiv
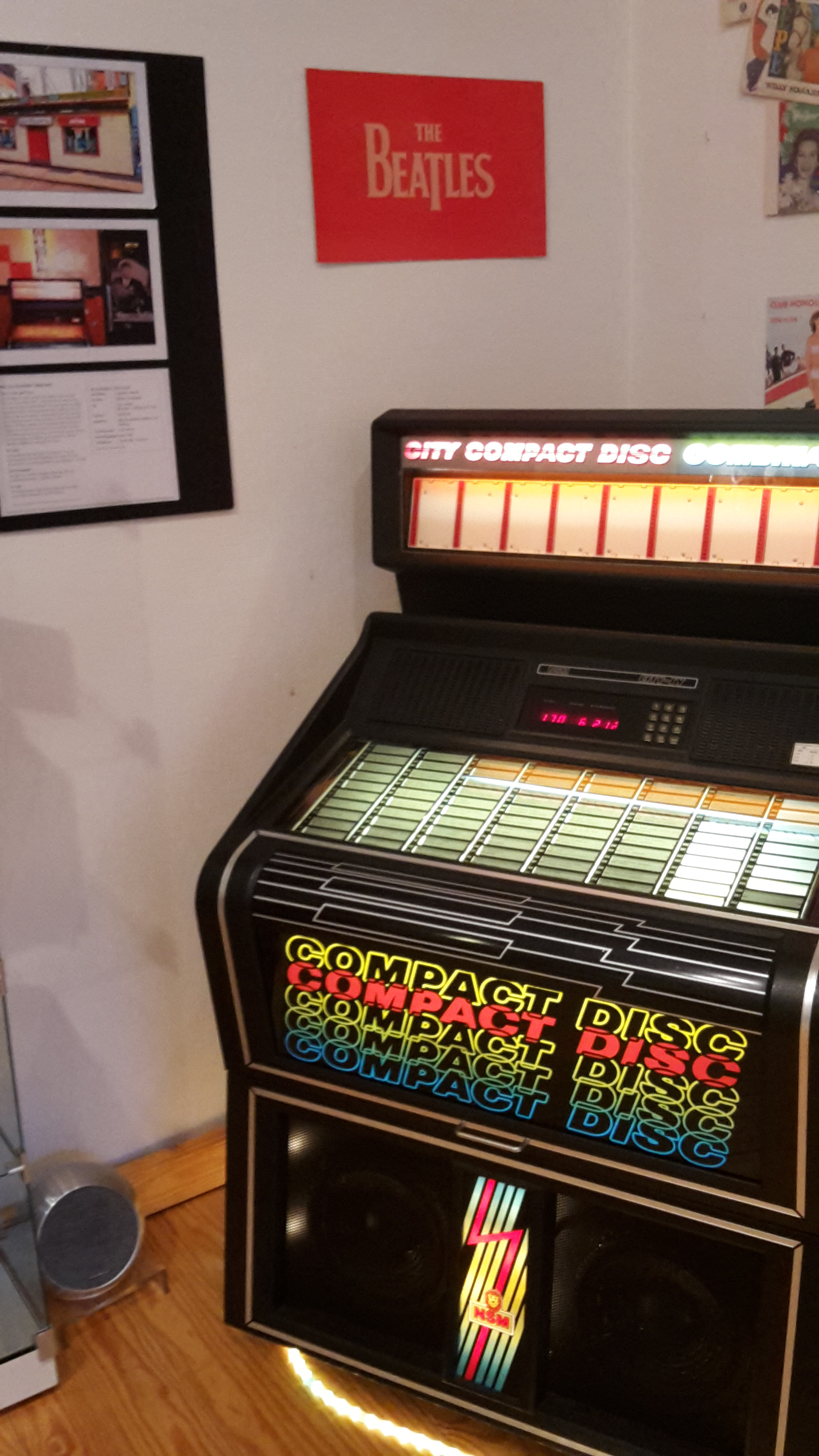
Musikbox aus der Hamburger Kneipe Zum Silbersack
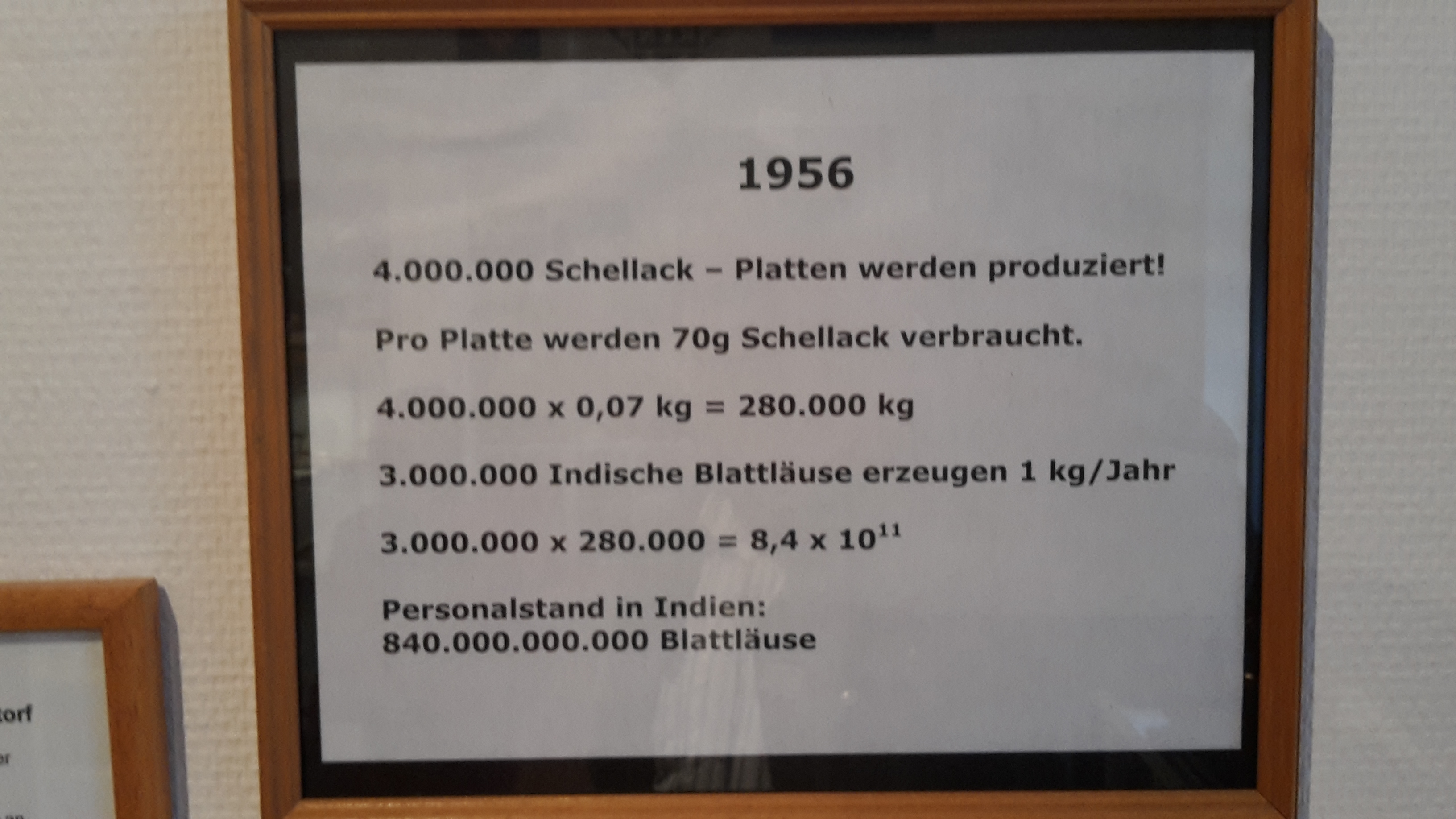
Infotafel Schellack
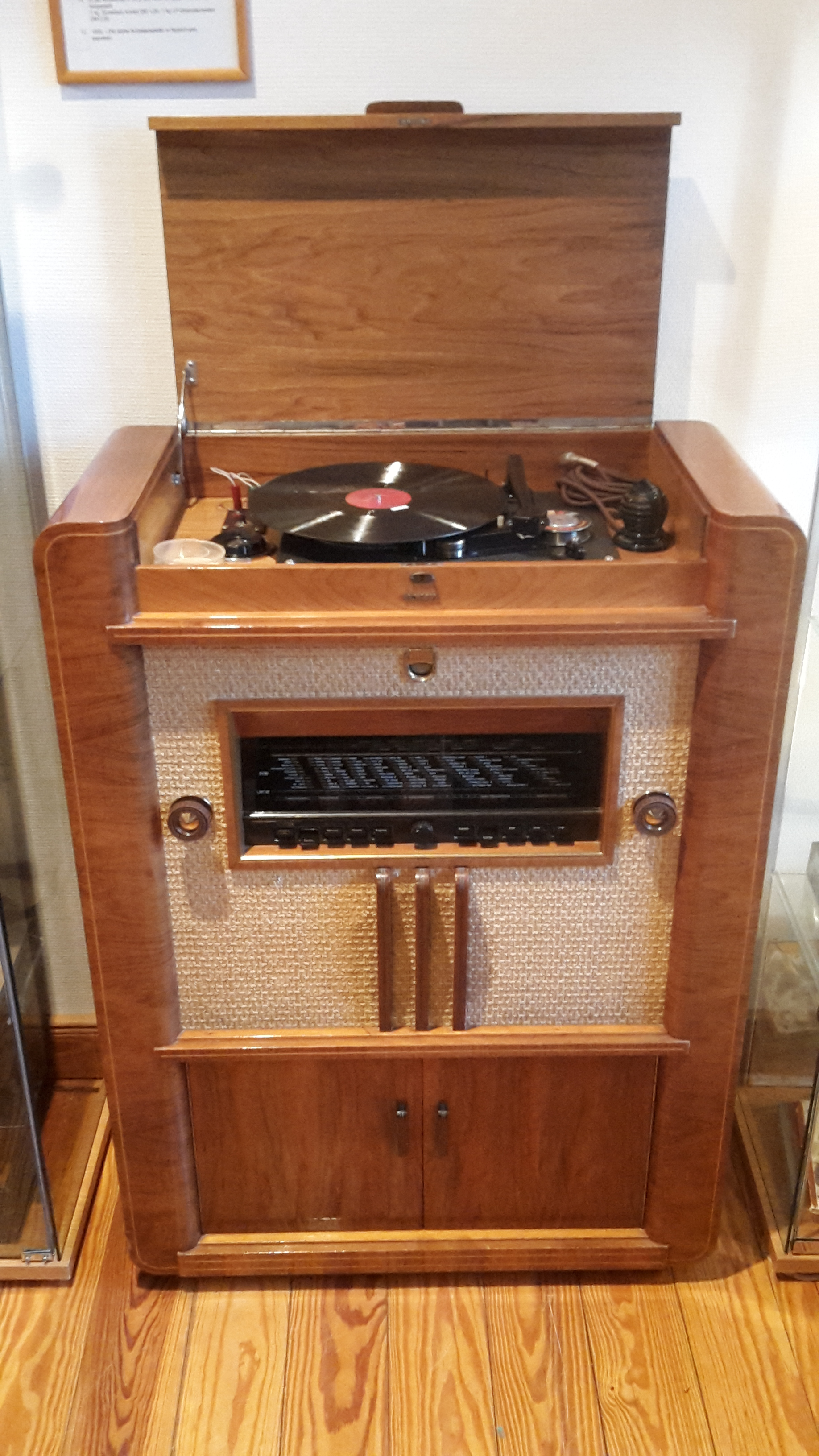
Musikanlage
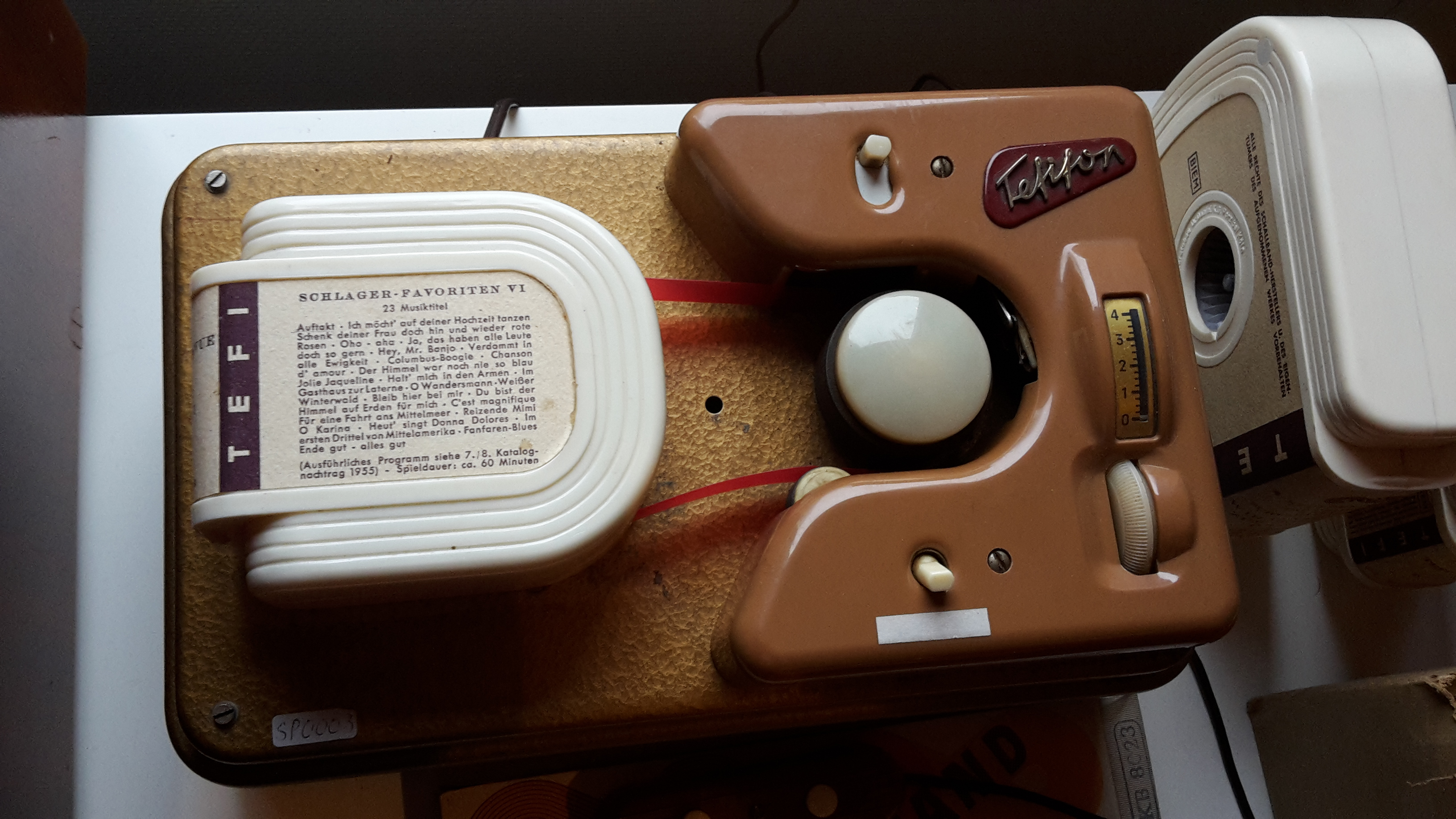
Tefifon
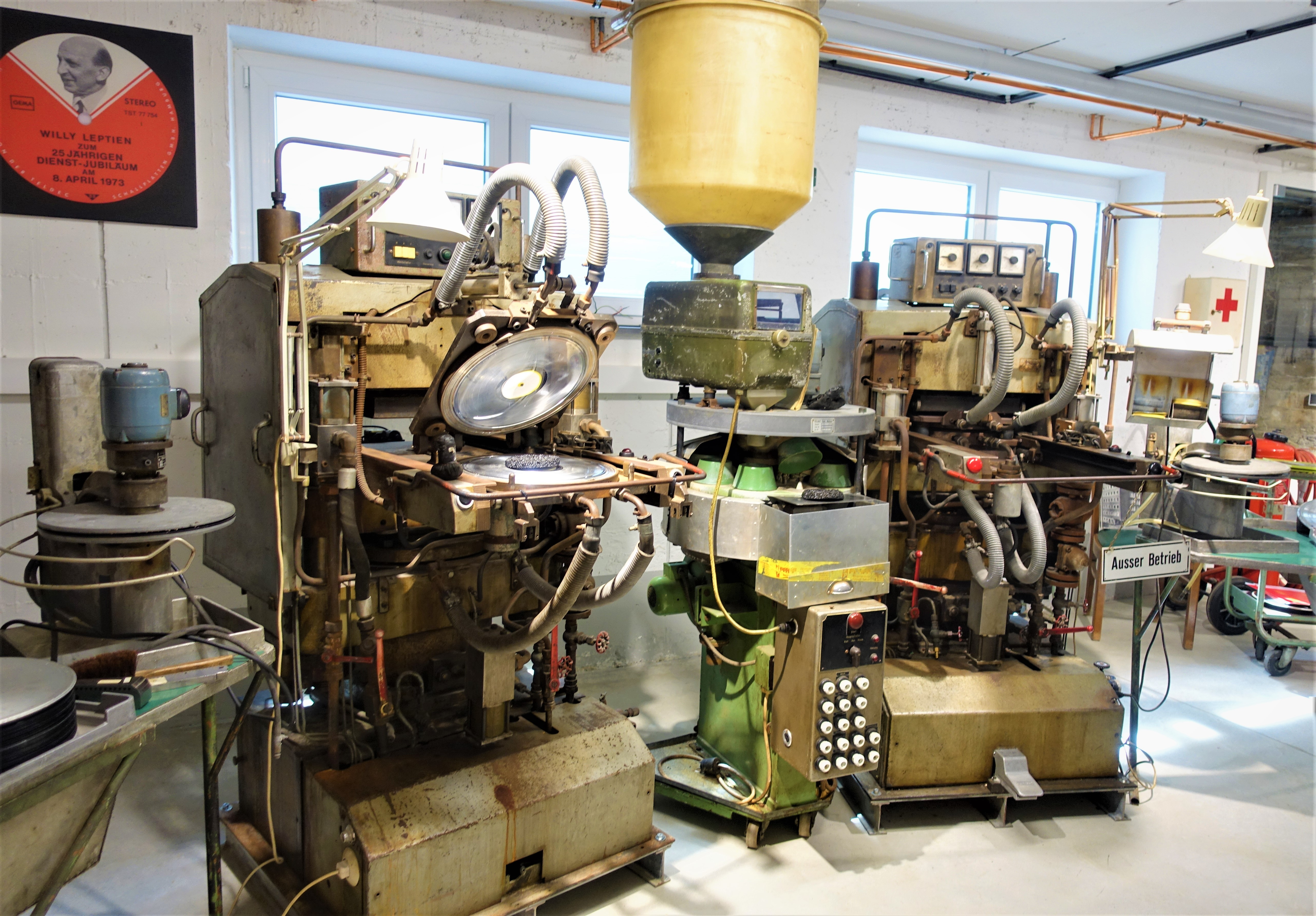
Schallplattenherstellung mit Presswerk